# Хунукма
Хунукма́ (исп. Hunucmá) — город в Мексике, штат Юкатан, входит в состав одноимённого муниципалитета и является его административным центром. Численность населения, по данным переписи 2010 года, составила 24 910 человек.

## Общие сведения
Название Hunucmá с майяского языка можно перевести как болотная вода.
Поселение было основано в доиспанский период, а первое упоминание относится к 1571 году, когда поселение стало энкомьендой, управляемой доньей Беатрис де Монтехо. В 1924 году Хунукма получила статус города.

## Фотографии

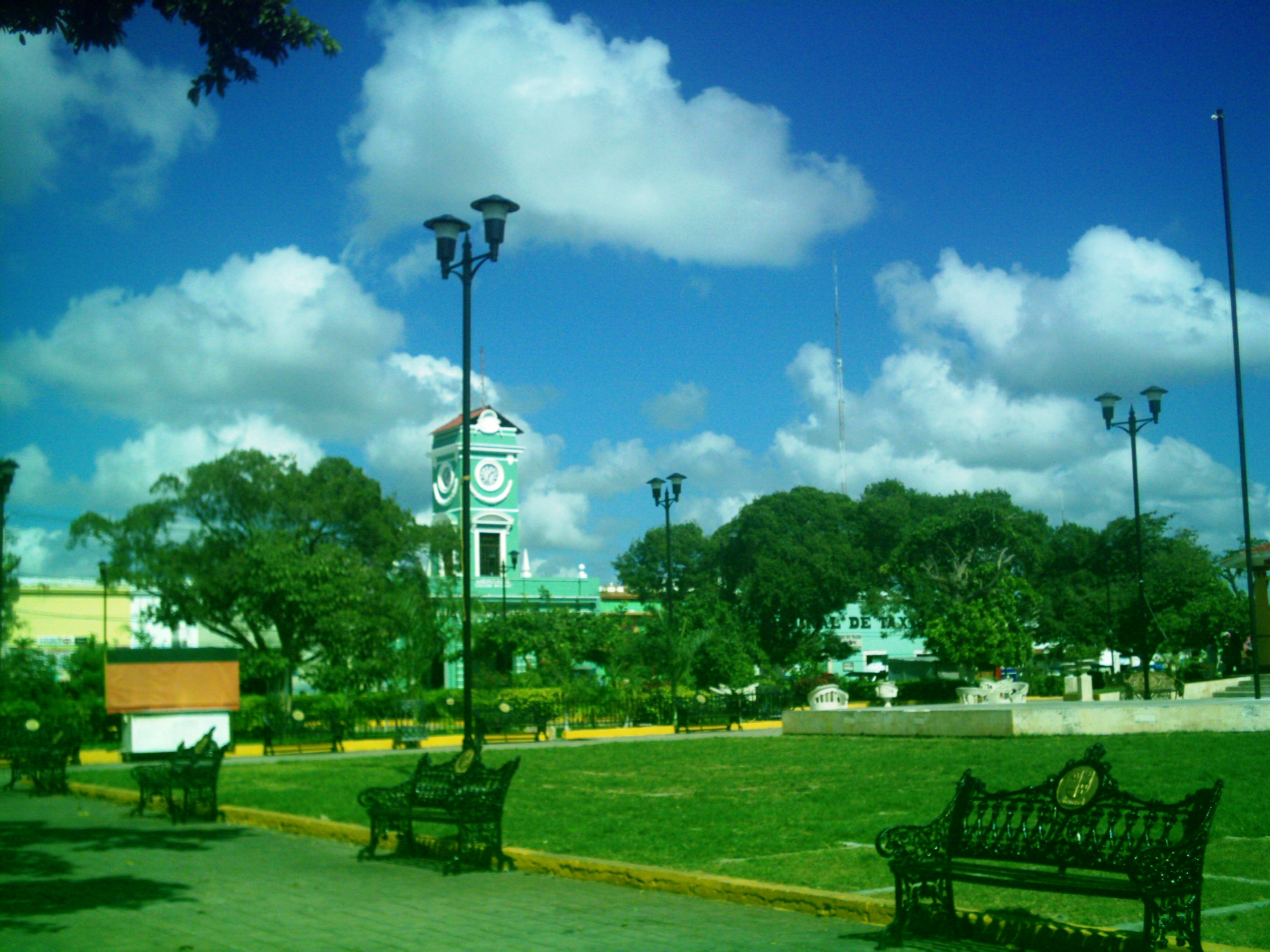
Центральный парк города
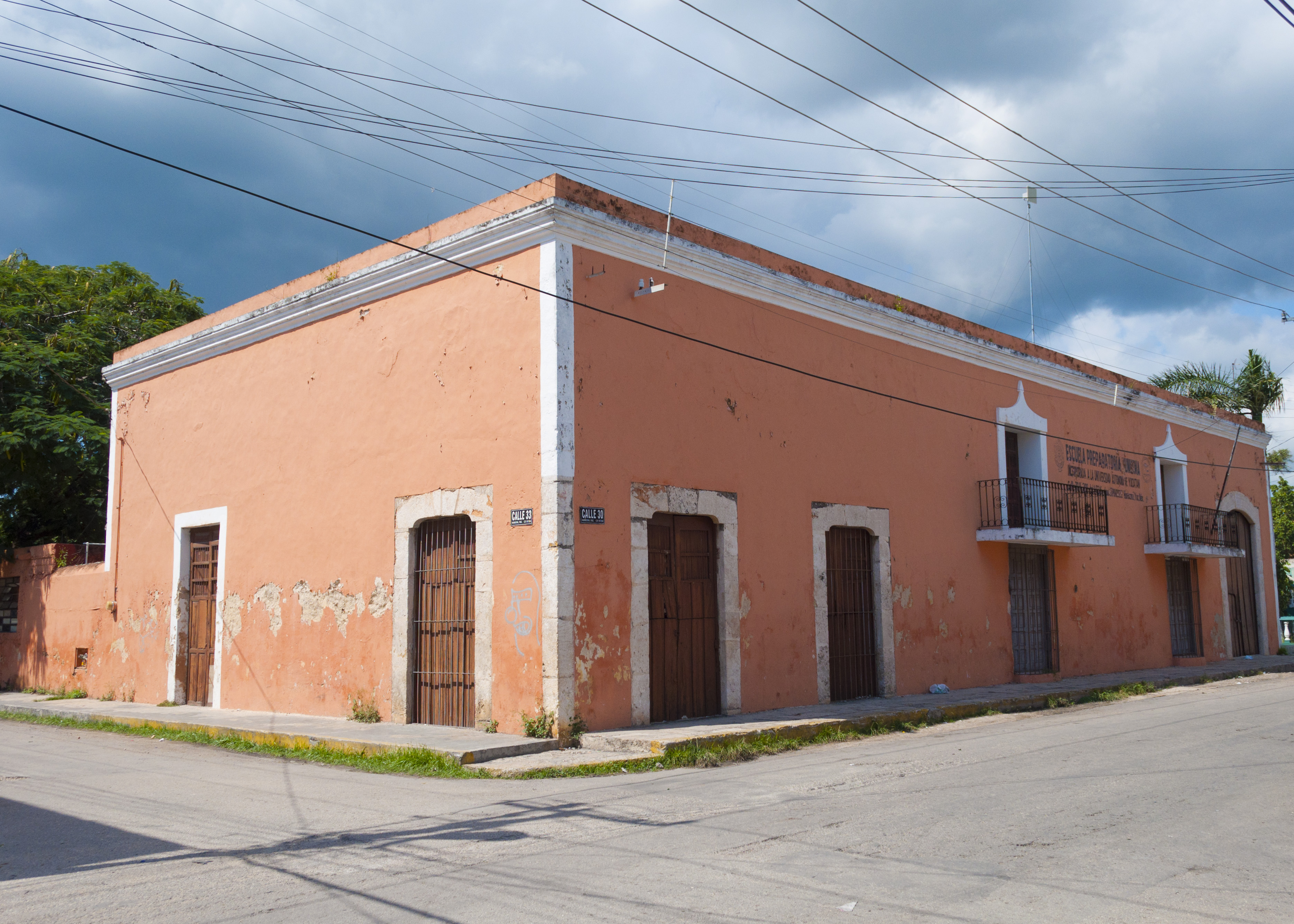
Начальная школа города